# Landgericht Zichenau

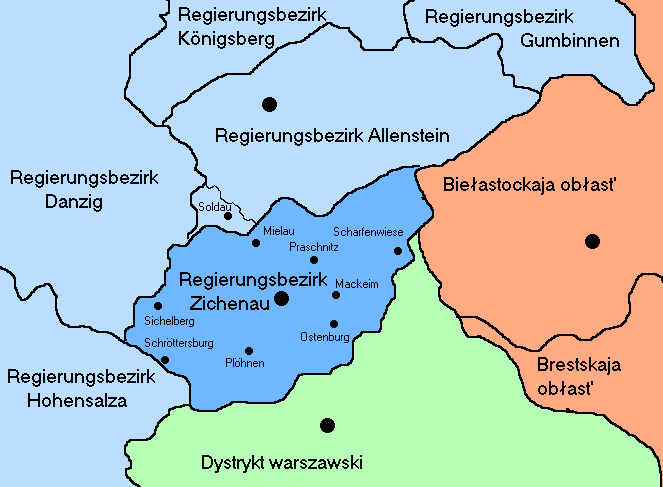
Karte des Regierungsbezirks Zichenau

Das Landgericht Zichenau war ein deutsches Gericht der ordentlichen Gerichtsbarkeit im Bezirk des Oberlandesgerichts Königsberg mit Sitz in Zichenau.

## Geschichte
Das Landgericht Zichenau wurde während der deutschen Besetzung Polens 1939 mit Erlass vom 26. November 1940 als neuntes Landgericht im Bezirk des Oberlandesgerichtes Königsberg gebildet. Der Sitz des Gerichts war Zichenau. Sein Sprengel war der Regierungsbezirk Zichenau. Dem Landgericht wurden folgende Amtsgerichte zugeordnet:
| Amtsgericht            | Sitz             | Gerichtssprengel/Landkreis |
| ---------------------- | ---------------- | -------------------------- |
| Amtsgericht Makow      | Maków Mazowiecki | Landkreis Mackeim          |
| Amtsgericht Mława      | Mława            | Landkreis Mielau           |
| Amtsgericht Ostrolenka | Ostrołęka        | Landkreis Scharfenwiese    |
| Amtsgericht Plock      | Płock            | Landkreis Schröttersburg   |
| Amtsgericht Plonsk     | Płońsk           | Landkreis Plöhnen          |
| Amtsgericht Praschnitz | Przasnysz        | Landkreis Praschnitz       |
| Amtsgericht Pultusk    | Pułtusk          | Landkreis Ostenburg        |
| Amtsgericht Sierpe     | Sierpc           | Landkreis Sichelberg       |
| Amtsgericht Zichenau   | Ciechanów        | Landkreis Zichenau         |

Im Jahre 1945 wurde der Landgerichtsbezirk wieder unter polnische Verwaltung gestellt. Damit endete auch die kurze Geschichte des Landgerichtes Zichenau und seiner Amtsgerichte.

## Richter
- Alfred Funk (ab 1943 Landgerichtspräsident)